# Le leggende del Mondo Emerso
Le leggende del mondo emerso è una trilogia di romanzi fantasy della scrittrice italiana Licia Troisi, pubblicata tra il 2008 e il 2010. È il terzo ciclo della saga del Mondo Emerso, dopo le Cronache del Mondo Emerso e Le guerre del Mondo Emerso, ambientato nella medesima terra immaginaria, ma cinquant'anni più tardi della conclusione delle Guerre.

## Edizioni
- Il destino di Adhara, 18 novembre 2008
- Figlia del sangue, 17 novembre 2009
- Gli ultimi eroi, 30 novembre 2010
- Leggende del mondo emerso - La trilogia completa, 9 ottobre 2012

## Trame

### Il destino di Adhara
Una ragazza si risveglia in un prato. Non ricorda come sia arrivata in quel luogo, non ricorda il proprio nome e non riconosce neppure il proprio volto riflesso nell'acqua. Ma sul corpo porta le tracce di un passato che la richiama con forza a sé e che le manifesta i segni di un immenso, inquietante potere. Sarà l'incontro con Amhal, giovane apprendista Cavaliere di Drago, ad aiutarla nel lungo viaggio alla scoperta della propria identità e a darle un nome: Adhara. Ma mentre è nel passato che Adhara deve tornare per trovare se stessa, è dal passato che Amhal deve fuggire per salvare la propria anima, contesa tra la luce e l'antico richiamo di un istinto feroce e mai sopito. Una scelta che sarà decisiva quando dalle periferie del Mondo Emerso giungeranno le prime notizie di un'oscura catastrofe minacciando la lunga pace a fatica conquistata da re Learco. Il destino di Adhara si legherà in modo indissolubile alle forze occulte che cercano di trascinare nuovamente nel buio il Mondo Emerso, in una guerra dove non saranno le spade a seminare morte, ma una nera pestilenza.

### Figlia del sangue
Il male che il popolo degli elfi ha seminato nel Mondo Emerso sta decimando la popolazione, ha gettato città e villaggi in un gorgo di violenza e disperazione. 
Mentre la sacerdotessa Theana cerca una cura per il morbo e la regina Dubhe organizza una debole resistenza contro le milizie elfiche, la sola speranza del Regno minaccia di svanire: Adhara, la ragazza senza passato. Perché Adhara è molto più che una guerriera: è un'arma, la più potente che il Mondo Emerso abbia mai posseduto negli ultimi quarant'anni, dopo Nihal. 
E soprattutto, Adhara non è una predestinata: è una Consacrata, una creatura generata al solo scopo di combattere Marvash, il male assoluto che eternamente si alterna al bene nei cicli della storia. Ma il suo destino era un altro, quello di una ragazza mortale abbandonata dalla vita su un prato, e quel destino ora vuole riprendere il suo corso, a costo di distruggerla. 
Un nuovo, imprevisto nemico ostacola Adhara nella sua missione: non più l'amore per Amhal e la sua anima dannata, non più la follia della peste, ma un'ombra inestinguibile che le chiederà un prezzo altissimo.

### Gli ultimi eroi
Il Mondo Emerso sembra giunto definitivamente al tramonto. Il morbo che il re degli elfi ha insinuato nella popolazione sta contaminando ogni villaggio, e l'unico antidoto, una pozione distillata dal sangue di ninfa, non basta a curare tutti i malati. Mentre ogni speranza sembra perduta, Adhara decide di non opporsi più al proprio destino e di essere fino in fondo Sheireen, la creatura nata per combattere il Marvash, il male assoluto. Grazie al suo coraggio e all'aiuto di una guerriera ribelle, l'origine del morbo viene infine svelata, e un'innocente sottratta a un immane supplizio. Ma le voci di un'inattesa minaccia iniziano a serpeggiare tra i sopravvissuti, e un attacco di inaudita potenza sembra covare nelle riunioni segrete del re degli elfi e i suoi seguaci. L'arma che annienterà per sempre il Mondo Emerso sta per abbattersi sulla Terra del Vento, e Adhara dovrà compiere una scelta dolorosa e definitiva, sacrificando alla missione molto più di sé stessa. 

## Personaggi
- Adhara: Protagonista della trilogia, nel primo libro appare come ragazza senza un passato, che si risveglia in un prato, del tutto ignara di chi sia e da dove venga. Il nome le viene dato dal giovane cavaliere Amhal. Nel corso della storia emerge che ella sia in realtà frutto di incantesimi operati dalla congrega dei Veglianti per creare una Sheireen.
- Amhal: Co-protagonista della trilogia, è un giovane Cavaliere di drago originario della Terra dell'Acqua, figlio di una mezza-ninfa e di un uomo, anch'egli Cavaliere di drago. Fin da bambino combatte con un desiderio di morte che lui chiama "Furia". Arruolatosi nel tentativo di placare questo desiderio, sembra riuscirci grazie agli insegnamenti di Mira, suo maestro d'armi. La vera natura della Furia e l'infausto destino ad essa legato gli verranno rivelati da San.
- Adrass: Un mago della congrega dei Veglianti, autore dell'incantesimo che ha risvegliato Adhara dal cadavere di una donna di nome Elyna grazie alla sua abilità in botanica.
- Amina: Figlia di Neor e Fea e nipote di re Learco e Dubhe, è una principessa della Terra del Sole. Contrariamente al fratello gemello Kalth, ha un carattere pestifero, orgoglioso e combattivo, che metterà ripetutamente in difficoltà Adhara quando questa diviene sua dama di compagnia. In seguito le due diverranno amiche e compagne d'avventura.
- Dubhe: Protagonista della precedente trilogia delle Guerre, ora, quasi settantenne, è regina della Terra del Sole, che governa assieme al marito Learco. Nonostante l'età avanzata, quando ha inizio l'invasione degli elfi, Dubhe, memore del suo passato di ladra e assassina, decide di lasciare il governo nelle mani del nipote Kalth, per dedicarsi alla lotta: istituisce il corpo dei Guerrieri ombra e addestra la nipote Amina, per infine lanciarsi lei stessa in combattimento, grazie ad una pozione ringiovanente e rinvigorente.
- Theana: Supremo Officiante e sacerdotessa del culto del dio Thenaar, amica di Dubhe.
- Kalth: Gemello di Amina. Nel secondo libro diventa re, con l'autorizzazione di Dubhe. Ha un carattere molto diversa da quello della sorella. Studioso e amante della lettura diventa re in età giovanissima dimostrando saggezza e un carattere incredibilmente posato.
- Kryss: Re degli elfi che guida il suo popolo alla riconquista del Mondo Emerso, bramando lo sterminio dei suoi attuali abitanti.
- Learco: Sposatosi con Dubhe alla fine della precedente trilogia delle Guerre, ora, settantenne, governa ancora come re della Terra del Sole. Nel primo libro accoglie amichevolmente a corte San, del quale in Un nuovo regno si era impegnato a prendersi cura, ignorando che questi sia complice degli elfi nella diffusione del morbo che imperversa per il Mondo Emerso.
- Lhyr: Maga e sacerdotessa elfa consacrata al culto della dea Phenor. Assoggettata da un medaglione stregato, è costretta dal re Kryss a mantenere un sigillo magico che provoca l'epidemia che imperversa nel Mondo Emerso.
- Neor: Figlio dei re della Terra del Sole Learco e Dubhe, è marito di Fea e padre dei gemelli Kalth e Amina. A causa di una caduta da cavallo non può camminare.
- San: Figlio di Tarik e Talya e nipote di Nihal e Sennar, è un misterioso e potente guerriero che cavalca una viverna. Attira a sé il giovane Amhal, rivelandogli dello spirito del Marvash che vive in entrambi loro, e lo indurrà a darvi sfogo. Alleato con il fanatico re Kryss, è il principale antagonista di Adhara, la quale, essendo una Sheireen, è votata a combatterlo.
- Shyra: Guerriera elfa e gemella di Lhyr, è a capo della resistenza contro il re Kryss.